# Palais Clam-Gallas de Prague
Ne doit pas être confondu avec Palais Clam-Gallas de Vienne.

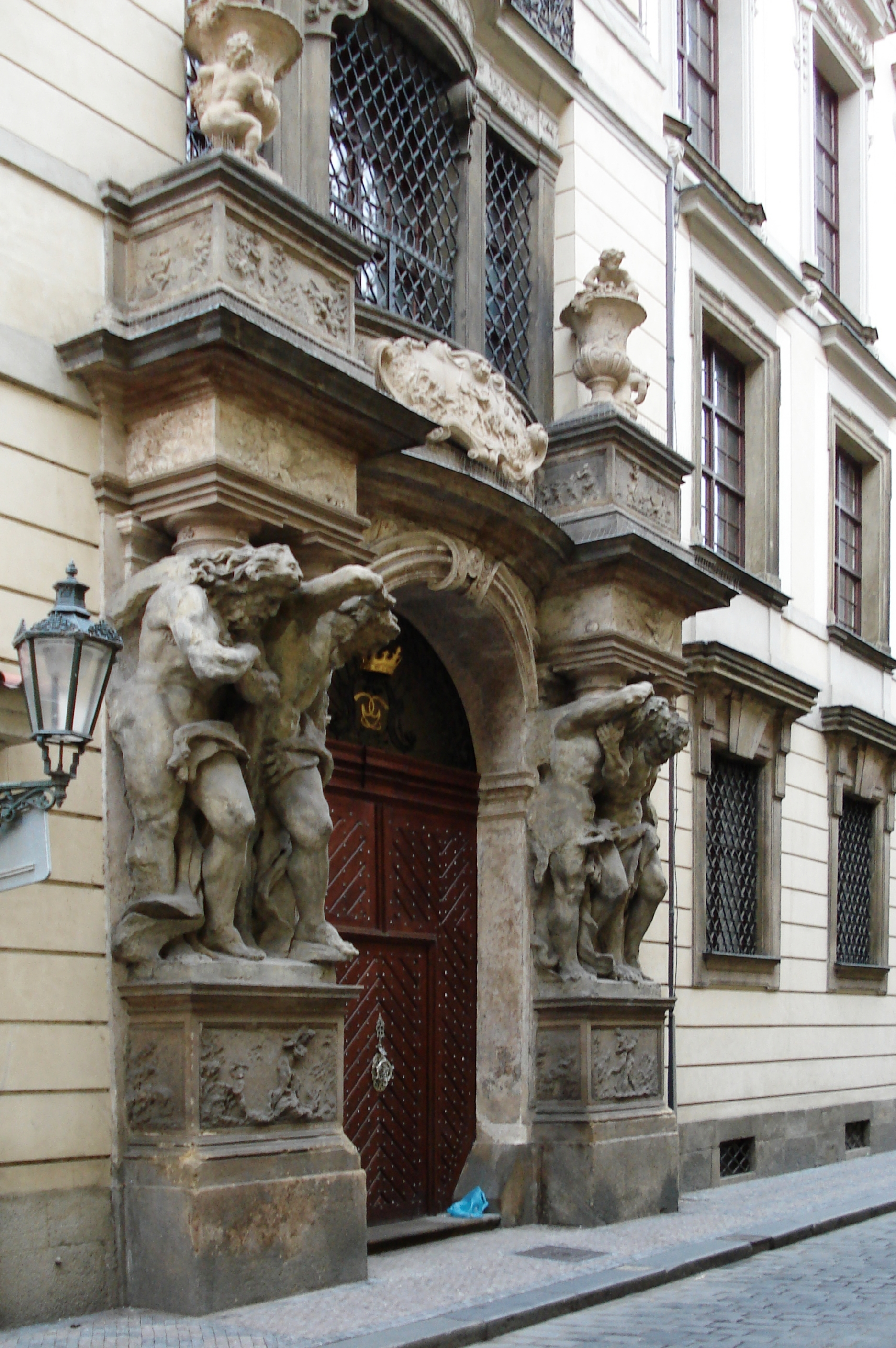
Portail latéral du palais Clam-Gallas avec des atlantes soutenant le balcon.

Le palais Clam-Gallas, situé dans la Vieille Ville de Prague, est construit entre 1713 et 1719 par Johann Bernhard Fischer von Erlach pour le compte des Clam-Gallas (de), descendants de Matthias Gallas.  Le palais porte le numéro 158-I et se trouve à l'angle de la rue Husova (n ° 20), Mariánské náměstí (n ° 3) et du coin de la rue Linhartská.  À l'arrière se trouve la place Malé náměstí.

## Architecture
Première réalisation praguoise du grand architecte viennois Fischer von Erlach, le palais Clam-Gallas introduit à Prague les éléments de l'architecture baroque tardive civile et servira de modèle aux autres palais.
Il est édifié sur un terrain assez vaste mais donne sur une petite rue très étroite qui met peu en valeur sa splendide façade baroque : l'idée originale des Clam-Gallas était d'acquérir les maisons d'en face et de les raser pour faire une place urbaine mais les fonds ont manqué.
Quatre corps de bâtiment entourent une cour carrée et le piano nobile, inhabituellement, est situé au second étage afin de bénéficier au maximum de la lumière dans un tissu urbain relativement serré tout autour du palais.
La façade, de manière déjà assez classique, est traitée en cinq parties : deux pavillons latéraux et un corps central surmonté d'un fronton triangulaire, à ceci près que le porche d'entrée n'est pas central mais dédoublé au niveau des pavillons latéraux (ou corps d'about). Une raison pratique explique cela : les carrosses pouvaient difficilement tourner pour rentrer au niveau central, dans l'étroite rue Husova mais disposaient d'un accès plus aisé au coin des rues Husova et Karlova.
Le bossage du rez-de-chaussée se poursuit, au niveau des pavillons latéraux et central, jusqu'au premier étage. Là encore, il s'agit de souligner que l'étage noble se trouve au deuxième niveau et que les étages inférieurs peuvent être traités, architecturalement parlant, d'une façon fruste.

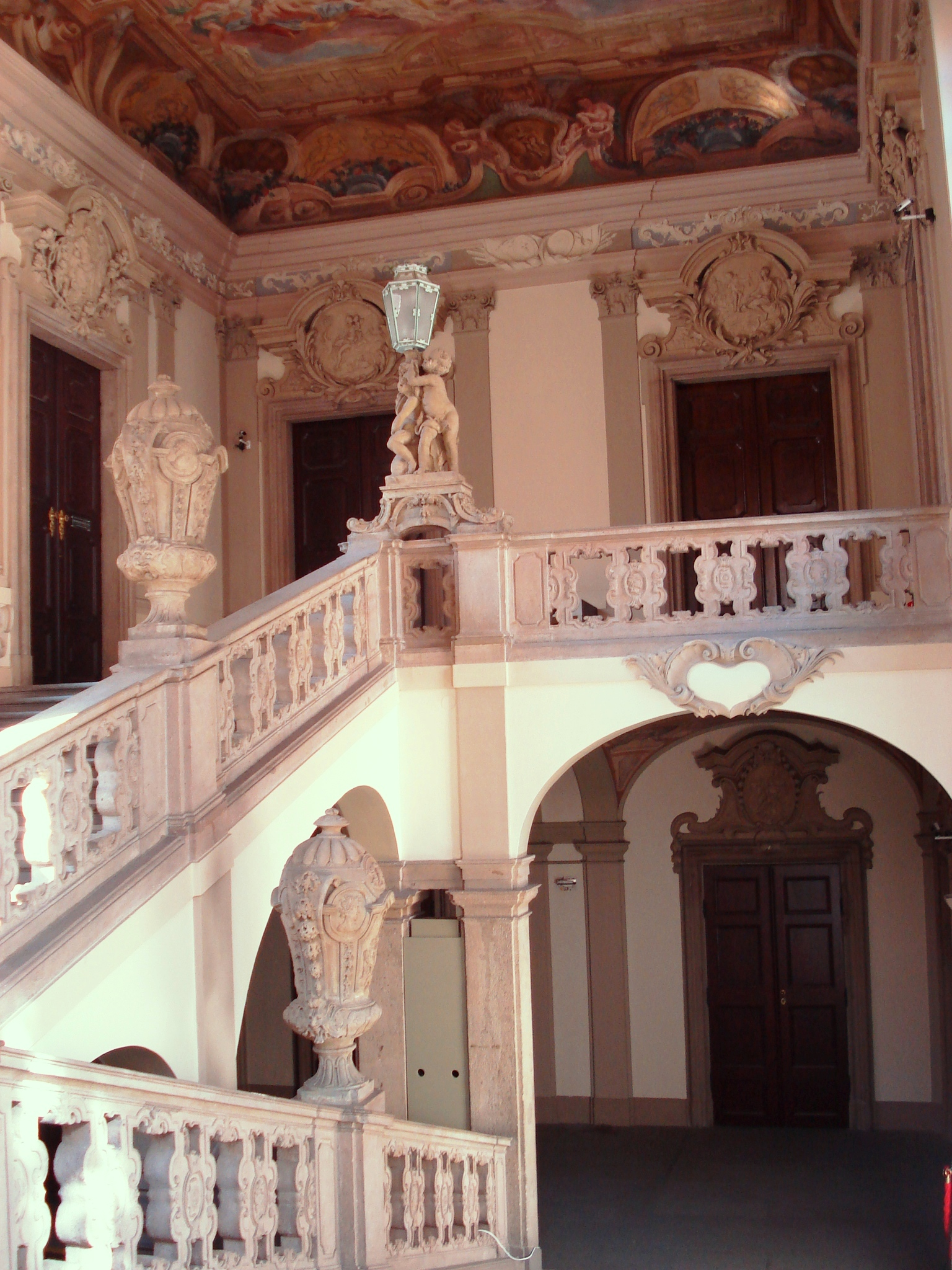
Escalier d'honneur
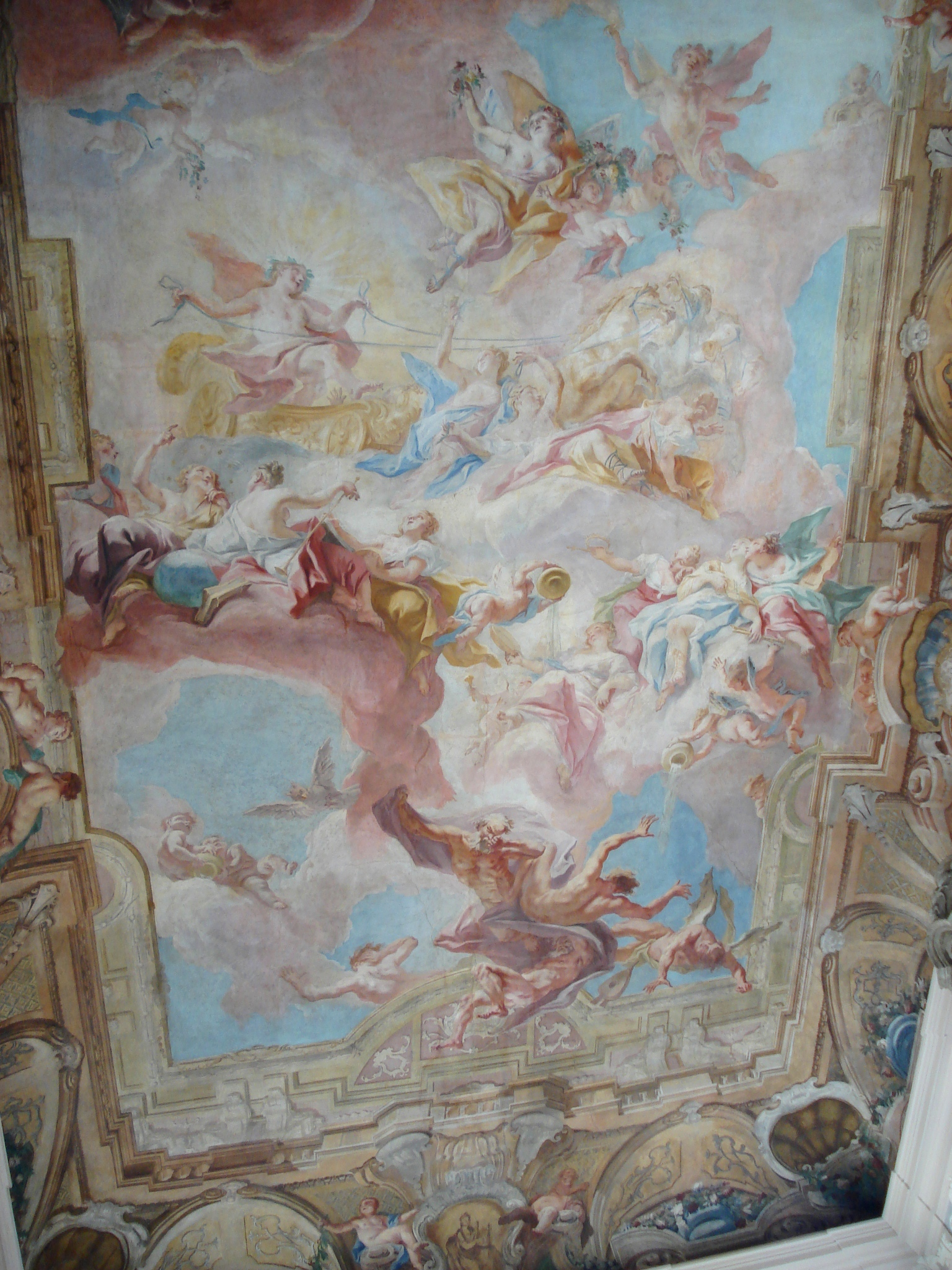
Fresque au plafond de l'escalier d'honneur
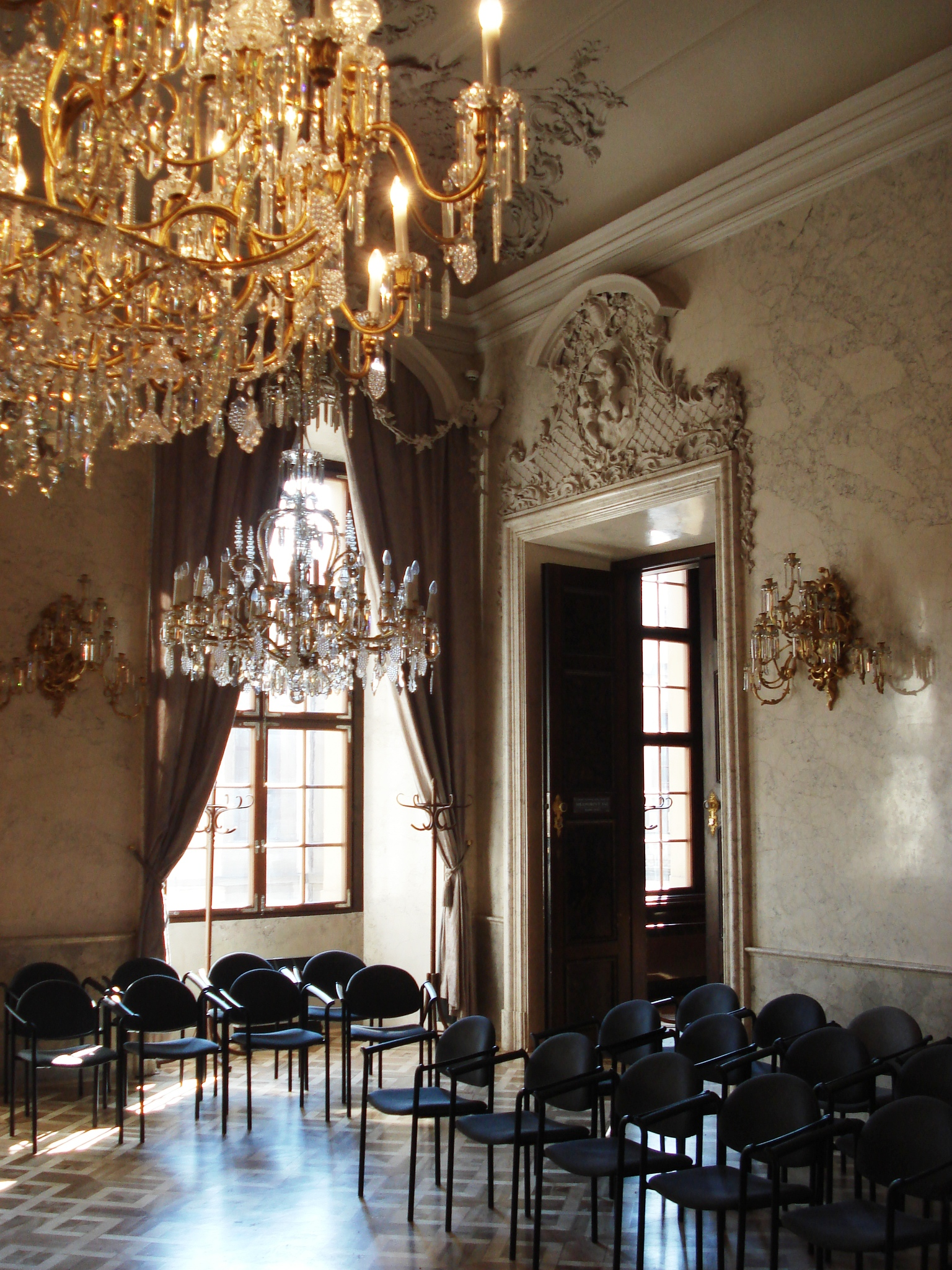
Salon de marbre
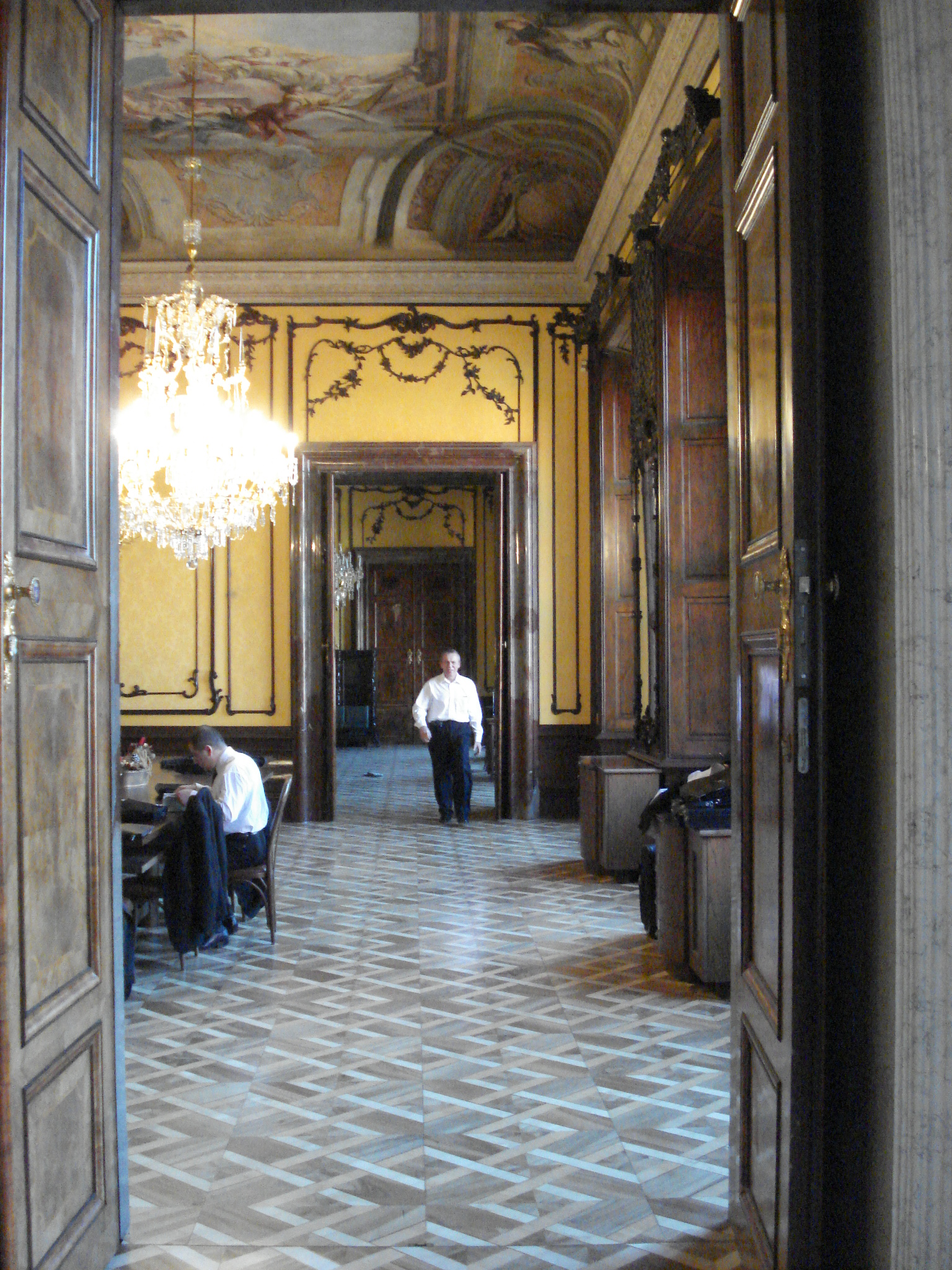
Enfilade de salons

Le percement des fenêtres est régulier tout du long de la façade mais on notera qu'elles sont de hauteurs croissantes à mesure que l'on monte ce qui accentue la verticalité de l'édifice.
Les atlantes des corps d'about, les statues de la balustrade acrotère ainsi que celles du grand escalier intérieur sont l'œuvre de Matthias Braun. L'escalier d'honneur est l'un des joyaux de l'architecture baroque de Prague. Il est également orné de fresques peintes par Carlo Carlone.